# Héctor Ortega
Héctor Hernández Ortega (ur. 23 maja 1991 w Valladolid) – hiszpański piłkarz występujący na pozycji obrońcy w Realu Sociedad.